# RIZIN.38
湘南美容クリニック presents RIZIN.38（ショウナンビヨウクリニック・プレゼンツ・ライジン・サーティーエイト）は、日本の総合格闘技団体「RIZIN」の大会の一つ。
2022年9月25日に埼玉県さいたま市さいたまスーパーアリーナで開催された。

## 概要
超RIZINと同日開催かつRIZIN初の二部構成となり、第一部の超RIZIN終了後、ハーフタイムショーと休憩を挟み午後16時10分から本大会が開始された。なお、RIZINにおける2大会の同日開催は2018年12月31日のRIZIN 平成最後のやれんのか!とRIZIN.14以来約3年9ヶ月ぶりとなった。
観客は超RIZINの後に引き続き本大会を観戦できるため、会場チケットの価格が通常よりも高額になり、最前列のVVIP席はRIZIN史上最高額の100万円に設定された。本大会のPPVは動画配信サービスやスカパー!のほか、初めてABEMAによっても行われた。
堀口恭司がRIZINと協力関係にあるアメリカの総合格闘技団体Bellatorの専属選手としてRIZIN.26以来約1年9ヶ月ぶりの日本凱旋試合として参戦、メインイベントで金太郎と対戦し、2Rで肩固めで一本勝ちを収めた。このほか、RIZIN.37から開始したRIZIN WORLD GP2022 スーパーアトム級トーナメント準決勝も行われた。
第4試合終了後、榊原信行CEOからRIZIN LANDMARK 4の開催が告知され、同大会で対戦する弥益ドミネーター聡志と平本蓮が登場した。

## 対戦カード
第1試合 MMAルール 71.0kg契約ワンマッチ 5分3R
×  大原樹理 vs.  ルイス・グスタボ ○
1R 1:24 TKO （グラウンドパンチ）
第2試合 MMAルール 66.0kg契約ワンマッチ 5分3R
×  萩原京平 vs.  鈴木千裕 ○
2R 2:14 リアネイキッドチョーク
第3試合 MMAルール 120.0kg契約ワンマッチ 5分3R
○  シビサイ頌真 vs.  カルリ・ギブレイン ×
1R 1:48 リアネイキッドチョーク
第4試合 MMAルール 61.0kg契約ワンマッチ 5分3R
×  扇久保博正 vs.  キム・スーチョル ○
3R終了 判定0-3
第5試合 RIZIN WORLD GP 2022 スーパーアトム級トーナメント 準決勝 5分3R
×  浜崎朱加 vs.  パク・シウ ○
3R終了 判定0-3
※パクがトーナメント決勝進出。
第6試合 RIZIN WORLD GP 2022 スーパーアトム級トーナメント 準決勝 5分3R
○  伊澤星花 vs.  アナスタシア・スヴェッキスカ ×
2R 4:56 アームバー
※伊澤がトーナメント決勝進出。
第7試合 MMAルール 61.0kg契約ワンマッチ 5分3R
○  堀口恭司 vs.  金太郎 ×
2R 2:59 肩固め

### カード変更
負傷などによるカード変更は以下の通り。
・伊澤星花 vs. RENA→RENAが左眼窩内側壁骨折のため、 アナスタシア・スヴェッキスカが代役出場。